# Mikel Ilundain
Mikel Ilundain Tirapu nacido el 14 de febrero de 1986 en Barañáin (Navarra, España) es un ciclista profesional navarro. Es profesional desde 2009, cuando debutó en el equipo Orbea procedente del filial Naturgas Energía.
Hasta la fecha no ha conseguido ninguna victoria como profesional, pero si ha sido protagonista en etapas de la Vuelta a Castilla y León entre otras pruebas y en 2010 se adjudicó la general de las metas volantes de la Vuelta a Burgos.

## Palmarés
Aún no ha conseguido ninguna victoria.

## Resultados en Grandes Vueltas y Campeonato del Mundo
Durante su carrera deportiva ha conseguido los siguientes puestos en las Grandes Vueltas y en los Campeonatos del Mundo en carretera:
| Carrera         | 2009 | 2010 |
| --------------- | ---- | ---- |
| Giro de Italia  | -    | -    |
| Tour de Francia | -    | -    |
| Vuelta a España | -    | -    |
| Mundial en Ruta | -    | -    |

-: No participa

## Equipos
- Orbea (2009-2010)